# 鹿嶋市
鹿嶋市（日语：／ Kashima shi */?）是位於关東地方東部，茨城縣東南部的一市。原來的郡名為「鹿島郡」，但为与佐贺县的鹿岛市区分，使用了的异体字。日本職業足球聯賽球隊鹿島鹿角的主球場茨城縣立鹿嶋足球場即位於市內。

## 教育

### 高等學校
- 茨城縣立鹿島高等學校
- 茨城縣立鹿島灘高等學校（三部制定時制）
- 清真學園高等學校（私立）
- 鹿島學園高等學校（私立）

### 中學校
- 清真學園中學校（私立）
- 鹿嶋市立鹿島中學校
- 鹿嶋市立鹿野中學校
- 鹿嶋市立平井中學校
- 鹿嶋市立高松中學校
- 鹿嶋市立大野中學校

### 小學校
| - 三笠小學校（市立） - 鹿島小學校（市立） - 平井小學校（市立） - 高松小學校（市立） - 鉢形小學校（市立） - 波野小學校（市立） | - 豐郷小學校（市立） - 豐津小學校（市立） - 大同東小學校（市立） - 大同西小學校（市立） - 中野東小學校（市立） - 中野西小學校（市立） |

## 産業

### 漁業
- 蛤和比目魚。

### 工業
鹿島臨海工業地帯造就了高度經濟成長。特別是住友金屬工業系列等企業的成立。

## 關連項目
- 鹿島市
- 鹿島郡 (茨城縣)（日语：鹿島郡 (茨城県)）
- 香取市：香取神宮